# Hostigamiento a Tierra de Campos
El hostigamiento a Tierra de Campos fue una serie de incursiones bélicas, dirigidas por el obispo comunero Antonio de Acuña en la región de Tierra de Campos a comienzos de 1521, en el marco de la Guerra de las Comunidades de Castilla.
Acuña, tras afianzar la Comunidad en la ciudad de Palencia por orden de la Santa Junta, pasó a la acción directa a comienzos de enero de 1521. La primera localidad a la que acudió fue Frechilla. Allí tomó prisioneras a las autoridades de la Audiencia del Adelantamiento mayor de Castilla y nombró un corregidor comunero. A continuación, pasó a Fuentes de Valdepero y se apoderó de la fortaleza y sus bienes. El 10 de enero entró en Paredes de Nava y el 16 terminó uniéndose en Trigueros del Valle a las tropas de Juan de Padilla, quien había salido de Valladolid el día anterior con vistas a reconquistar las fortalezas de Ampudia y Torremormojón. Acuña, pues, participó en los combates entablados en estas dos localidades entre el 16 y el 21 de enero. De hecho, Torremormojón no tardó en capitular ante los rebeldes. Solamente Ampudia, gracias a sus murallas y a su castillo, pudo resistir unos cuantos días más.
Una vez resueltos estos dos focos de resistencia, las tropas de Padilla, Acuña y el conde de Salvatierra marcharon juntas sobre Burgos, con la esperanza de que de esa manera darían coraje a los comuneros de la ciudad para levantarse contra el condestable. Finalmente, la proyectada operación no pudo concluirse porque el levantamiento se adelantó dos días. El obispo comunero, algo desanimado, regresó a Tierra de Campos y se dedicó a proseguir varios días más con la ofensiva antiseñorial. Así, el día 23 cayó sobre Magaz, pero al no poder vencer la resistencia de la fortaleza, se contentó con saquear ferozmente la villa. Siguió su recorrido hacia Cordovilla la Real y Tariego —propiedades del conde de Castro y el conde de Buendía, respectivamente—, cuyos castillos se encargó de derribar para evitar que cayeran en manos del enemigo. Finalmente, Frómista vio finalizar la exitosa campaña de Acuña, aunque no de la mejor manera, pues debió sufrir el saqueo de las tropas.

## Acuña en Palencia
El 23 de diciembre de 1520 la Santa Junta le encomendó al obispo de Zamora, Antonio de Acuña, la tarea de establecer la Comunidad de manera definitiva en las regiones palentinas. Al mando de 4000 peones y 400 lanzas, asentó su cuartel general en la localidad de Dueñas (sublevada en septiembre contra los condes de Buendía) y marchó a Palencia. Allí arrestó a los sospechosos o indiferentes a la causa, recaudó impuestos en un monto de 4000 ducados y constituyó un aparato político local fiel al movimiento. El día 25 nombró a Antonio Vaca de Montalvo nuevo corregidor de la ciudad, y teniente al licenciado Martínez de la Torre. El 28 ambos asumieron oficialmente los cargos respectivos.

## Primeras incursiones
Tras establecer sólidamente la comunidad en Palencia, Acuña retornó a Valladolid, ciudad que desde hacía unas pocas semanas se había convertido en la nueva capital del movimiento. No permaneció allí muchos días; a comienzos de enero retornó a las tierras palentinas para dar inicio a sus incursiones bélicas.

### Frechilla
El obispo de Zamora, al mando de 300 hombres, entró en Frechilla el 5 de enero. Allí se apoderó de los oficiales de la Audiencia del Adelantamiento de Castilla y de la esposa del licenciado Lerma, los cuales envió prisioneros a Becerril de Campos. No contento con eso, dio permiso a los soldados para saquear sus bienes —las pérdidas se calcularon en 2000 ducados de oro—, y liberar a los presos de la ciudad. A continuación el licenciado de la Torre, Juan de Lila, Francisco Gómez y un tal Corral ocuparon la alcaldía mayor y el alguacilazgo del Adelantamiento. Finalmente, el 10 de enero el bachiller Zambrano tomó posesión del corregimiento de la villa.

### Fuentes de Valdepero

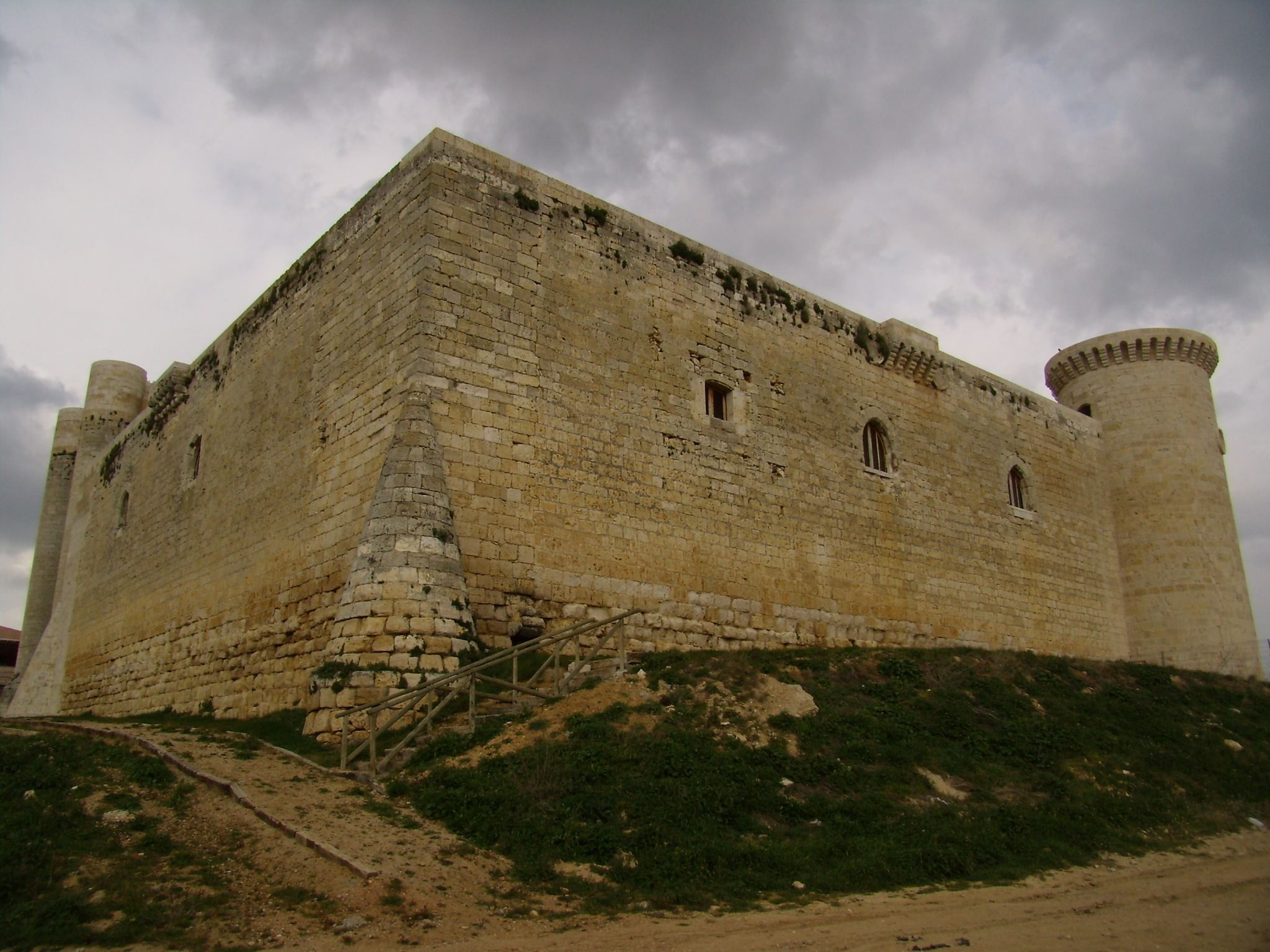
Vista exterior del castillo de Fuentes de Valdepero, sitiado por los comuneros a comienzos de 1521.

## Reacción realista y enfrentamientos en Ampudia y Torremormojón

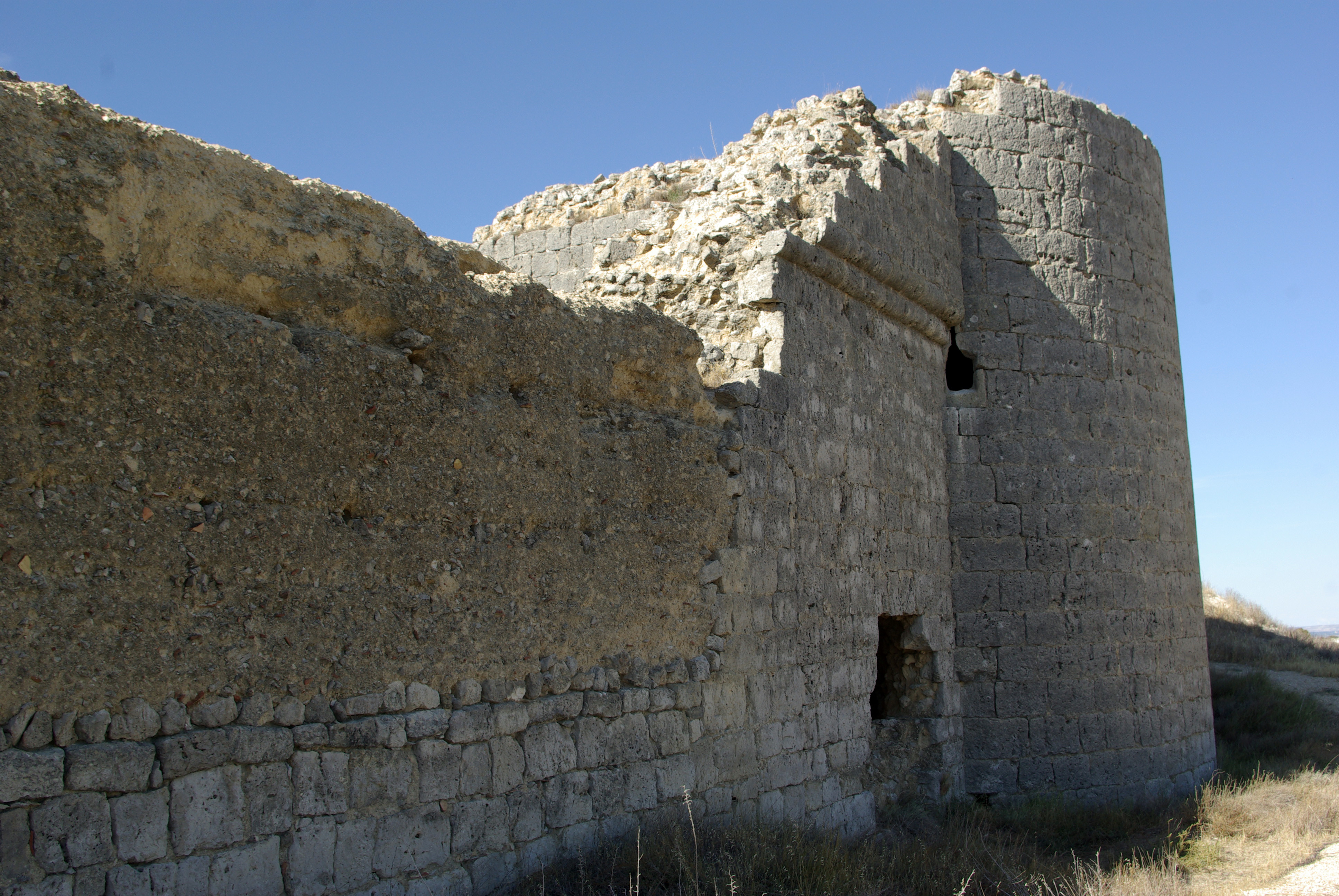
Restos del castillo de Torremormojón.